# Buford (Carolina del Sur)
Buford es un área no incorporada ubicada del condado de Lexington en el estado estadounidense de Carolina del Sur. Se encuentra en la intersección de las carreteras de Carolina del Sur Carretera de Carolina del Sur 9 y Carretera de Carolina del Sur 522.
Buford fue la sede de la Masacre de Waxhaw durante la Guerra Revolucionaria Americana.
La comunidad cuenta con varias tiendas de conveniencia, más notable, Buford Express en la " Buford Crossroads" y Buford Poco General a través de Buford Escuelas Primarias y Secundarias.
Un Dollar General se va a abrir en la primavera de 2010 la comunidad.